# 加爾特約赫山
47°23′40″N 10°40′33″E / 47.39444°N 10.67583°E

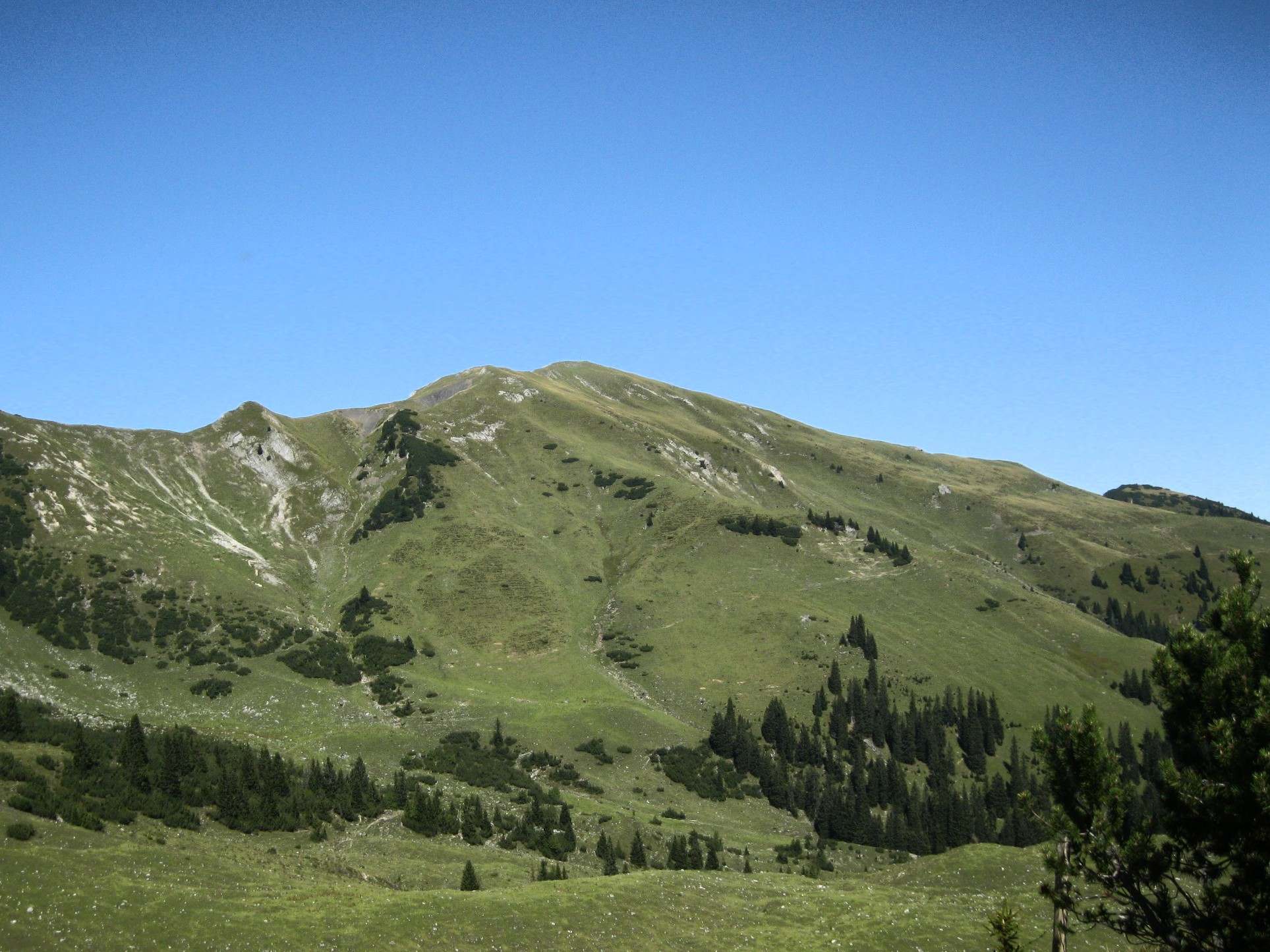

加爾特約赫山（德語：Galtjoch），是奧地利的山峰，位於該國西部，由蒂羅爾州負責管轄，屬於萊希塔爾阿爾卑斯山脈的一部分，該山峰海拔高度2,109米。